# Giver-stenen
Giver-stenen er en runesten, fundet i Giver i 1895. Ved istandsættelser af Giver kirke blev stenen opdaget halvt inde under sokkelen under kirkens tilmurede norddør. Runestenen har talrige skålgruber på bagsiden, hvilket vidner om, at den omkring 2000 år tidligere, i bronzealderen, har været anvendt som kultsten. Det ser man også på andre runesten, f.eks. på Runestenen Glenstrup 1, Glavendrupstenen og runestenene i Sønder Vissing kirke, Runestenen Sønder Vissing 1 samt Runestenen Sønder Vissing 2.

## Indskrift
| Translitteration | kali : sati : stin þąnsi : ift : þursin faþur : sia : ha(þ)a : kuþąn : þign : |
| Transskription   | Kali satti stēn þannsi æft Þōrs[t]ēn, faður sinn, ha[r]ða gōðan þegn.         |
| Oversættelse     | Kale satte denne sten efter Thorsten, sin fader, en meget god thegn.          |

Indskriften er ordnet i bustrofedon og starter i stenens nederste højre hjørne. Navnet Kale er en dannelse til verbet 'fryse, være kold' og er meget usædvanligt i vikingetidens runeindskrifter. Det er endnu omdiskuteret, hvad thegn er for en betegnelse. Det er muligt, at der er tale om store jordbesiddere eller storbønder.